# Коцебу, Маврикий Евстафьевич
Маври́кий Евста́фиевич (Мориц Августович) Коцебу́ (нем. Moritz von Kotzebue; 1789, имение Кикель (Эстляндская губерния) — 1861, Варшава) — генерал-лейтенант, сенатор.

## Биография
Сын немецкого писателя Августа фон Коцебу и его первой жены Фредерики Юлии Эссен (1763-1790). Единокровные братья: генерал от инфантерии Павел, дипломат и писатель Василий, живописец Александр.
Ещё будучи в кадетском корпусе, принял участие вместе со своим братом, тоже кадетом, впоследствии известным русским мореплавателем Отто Коцебу, в первом русском кругосветном путешествии 1803—1806 годов на фрегате «Надежда», под командованием Крузенштерна.
28 сентября 1806 года поступил на военную службу в Свиту Е.И.В. по квартирмейстерской части. Принимал участие в войне четвёртой коалиции, в сражении при Фридланде тяжело ранен, награждён орденом Св. Владимира 4-й ст. с бантом.
Участвуя в Отечественной войне 1812 года, был взят в плен французами 10 августа под Полоцком и освободился лишь в 1814 году; свой плен описал в книге: «Der russische Kriegsgefangene unter den Franzosen» (Лейпциг, 1815).
В 1816 году состоял при посольстве А. П. Ермолова в Персию, также им описанном (Веймар, 1819).
С 1818 года служил в Грузии, с 1822 года — обер-квартирмейстер Отдельного Кавказского корпуса; в 1826 году участвовал в военных действиях против Персии. В 1831 году заместитель генерал-квартирмейстера Резервной армии. Позже, с 1834 по 1845 годы командовал бригадой в составе 8-й пехотной дивизии, генерал-майор с 15 октября 1834 года. В 1845—1846 годах являлся командующим 4-й пехотной дивизии, затем назначен комендантом Ивангородской крепости в Царстве Польском. 23 марта 1847 года произведён в генерал-лейтенанты. Возглавлял указанную крепость до 25 апреля 1854 года, когда был уволен от службы с мундиром и пенсионом полного жалованья.
С 4 августа 1855 года сенатор, присутствующий в Общем собрании варшавских департаментов Сената.

## Брак и дети
Женился на баронессе Елене Ховен (10 августа 1804 - 6 сентября 1877), дочери губернатора Тифлисской губернии Романа Ивановича Ховена (1775–1861).  В браке родились:
- Елена (1821-1897), жена Карла Фредрика Кронгельма
- Михаил (?-1855)
- Доротея Дарья (1824–1891), жена генерала от артиллерии Эдуарда Владимировича Брюммера (1797–1874),
- Софья (?-1900), жена Вильгельма Константина (Василия Васильевича) Вейхтнера
- Николай (1833–1844)

## Награды
Среди прочих наград имел:
- Орден Св. Владимира 4-й ст. с бантом (20.05.1808);
- Орден Св. Анны 2-й ст. (19.11.1819, алмазные знаки к ордену 04.02.1827);
- Орден Св. Георгия 4-й ст. за 25 лет беспорочной службы (18.12.1830);
- Орден Св. Станислава 1-й ст. (07.09.1839);
- Орден Св. Анны 1-й ст. (22.10.1850, императорская корона к ордену в 1854);
- Знак отличия беспорочной службы за XX лет (22.08.1831).

Иностранные:
- Персидский орден Льва и Солнца 2-й ст. с алмазами (1817);
- Прусский орден Красного орла 2-й ст. (1835).

## Избранная библиография
М. А. Коцебу — автор ряда хранящихся в ЦГВИА статистических описаний разных районов Закавказья и работы «Описание вторжения персиан в Грузию в 1826 году». Также его труды:
- Der russische Kriegsgefangene unter den Franzosen (Leipzig, 1815).
- The Russian Prisoner of War Among the French. London, 1816.
- Путешествие в Персию в составе русского посольства в 1817 г. Париж, 1819.
- Статистические сведения о Чарских владениях, собранных на месте полковником Коцебу М. в 1826 году.